# Gar Samuelson
Gary Charles "Gar" Samuelson (Dunkirk, New York, SAD, 18. veljače 1958. - Orange City, Florida, SAD, 14. srpnja 1999.) bio je američki glazbenik, najbolje znan kao bubnjar američkog thrash metal sastava Megadeth od 1984. do 1987. godine, pridonoseći na njegovim prvim dvama albumima, Killing Is My Business... and Business Is Good! (1985.) i Peace Sells... but Who's Buying? (1986.).
Smatra se jednim od najutjecajnijih bubnjara thrash metala, kao i pionirom uvođenja jazz fuzije u thrash metal.